# Sajid Khan
Sajid Khan (Bombay, 28 dicembre 1951 – Kayamkulam, 22 dicembre 2023) è stato un attore indiano.
Era il figlio adottivo del produttore di Bollywood Mehboob Khan, fondatore degli Mehboob Studios, in India.

## Biografia
Sajid Khan iniziò a recitare da bambino comparendo nei panni della versione giovane del personaggio di Sunil Dutt nel film diretto dal padre Mehboob nel 1957 Mother India. Interpreterà un ruolo di maggiore importanza nel successivo (ed ultimo) film del padre Son of India nel 1962.
Ottenne una discreta fama negli Stati Uniti recitando come co-protagonista insieme a Jay North nel film el 1966 Maya. Il successo del film lo porterà a recitare anche nella serie televisiva omonima trasmessa sulla NBC dal settembre 1967 al febbraio 1968. 
Intraprese anche una breve carriera di cantante nel 1969, pubblicando l'album Sajid.
Khan fu nel cast della serie televisiva The Big Valley e dopo essere comparso in una manciata di film durante gli anni settanta ed i primi anni ottanta recitò per l'ultima volta nel 1983 nel film Heat and Dust di Jamews Ivory.